# De Dion-Bouton Type IR
Der De Dion-Bouton Type IR ist ein Pkw-Modell aus der Zeit zwischen den beiden Weltkriegen. Er gehört zur Baureihe der V8-Modelle des französischen Herstellers De Dion-Bouton.

## Beschreibung
Das Modell erhielt am 29. März 1923 seine Zulassung von der nationalen Behörde. Vorgänger war der Type IF.  Der Type wurde nur im Modelljahr 1923 in Frankreich und im Vereinigten Königreich angeboten.
Der V8-Motor hat 70 mm Bohrung, 120 mm Hub und 3695 cm³ Hubraum. Er war damals in Frankreich mit 18 Cheval fiscal (Steuer-PS) eingestuft. Die Motorleistung ist mit 50 BHP angegeben, was etwa 50 PS sind. Wie so viele Fahrzeuge aus dieser Zeit hat es ein festes Fahrgestell, Frontmotor, Kardanantrieb und Hinterradantrieb. Das Getriebe hat vier Gänge.
Der Radstand beträgt 3465 mm und die Spurweite 1450 mm. Die Höchstgeschwindigkeit ist mit etwa 75 km/h angegeben.
Bekannt sind Aufbauten als Tourenwagen und Limousine.
1923 endete die Produktion. Es war der letzte Typ dieses Herstellers mit einem V8-Motor.